# Arranque roteño
El arranque roteño es un plato típico del municipio de Rota, en la provincia de Cádiz, (España) a medio camino entre el gazpacho y un ajo caliente. Está hecho a base de tomates, ajos, pimientos de freír, migas de pan, aceite y sal.

## Elaboración
Se majan las hortalizas y luego se desmiga el pan, pero sin volver a machacar. Se acompaña con pimientos crudos de la huerta roteña.